# San Juan Evangelista, Oaxaca
San Juan Evangelista är en ort i Mexiko.   Den ligger i kommunen San Juan Lalana och delstaten Oaxaca, i den sydöstra delen av landet, 400 km sydost om huvudstaden Mexico City. San Juan Evangelista ligger 446 meter över havet och antalet invånare är 373.
Terrängen runt San Juan Evangelista är varierad. Runt San Juan Evangelista är det glesbefolkat, med 12 invånare per kvadratkilometer. Närmaste större samhälle är San Juan del Río, 9,5 km öster om San Juan Evangelista. I omgivningarna runt San Juan Evangelista växer huvudsakligen savannskog.